# Những khó khăn khi nuôi con bằng sữa mẹ
Những khó khăn khi nuôi con bằng sữa mẹ đề cập đến các vấn đề phát sinh từ việc cho con bú, việc cho trẻ sơ sinh hoặc trẻ nhỏ bú sữa từ bầu vú của người mẹ.  Mặc dù trẻ sơ sinh có phản xạ nút để giúp đứa trẻ bú và nuốt sữa, và sữa mẹ thường là nguồn dinh dưỡng tốt nhất cho trẻ sơ sinh, nhưng có những trường hợp mà việc cho con bú có thể gặp khó khăn, thậm chí, có trường hợp hiếm là chống chỉ định.
Khó khăn có thể phát sinh liên quan đến cả hành vi cho con bú và với sức khỏe của trẻ bú sữa mẹ.

## Vấn đề cho con bú
Mặc dù khó khăn khi cho con bú không phải là hiếm gặp, nhưng việc cho em bé tiếp xúc với vú mẹ càng sớm càng tốt sau sinh sẽ giúp tránh được nhiều vấn đề sau này.  Chính sách của Học viện Hàn lâm Nhi khoa Hoa Kỳ về nuôi con bằng sữa mẹ cho biết, "nên hoãn việc cân, đo, tắm, chích kim và điều trị dự phòng mắt cho đến khi hoàn thành việc cho con bú lần đầu".  Nhiều khó khăn khi cho con bú có thể được giải quyết bằng các thủ tục bệnh viện phù hợp, y tá và nhân viên bệnh viện được đào tạo đúng quy trình, sự tham gia từ các chuyên gia và tư vấn cho con bú.
Có nhiều yếu tố và tình trạng có thể cản trở nuôi con bằng sữa mẹ:
- Nuôi con bằng sữa công thức
- Bệnh tưa miệng [4]
- Mất tập trung hoặc gián đoạn trong quá trình cho trẻ bú
- Xa mẹ lâu ngày
- Khó thở (thở nhanh) như thở nhanh thoáng qua ở trẻ sơ sinh, thiếu chất có hoạt tính bề mặt, hội chứng suy hô hấp hoặc các tình trạng y tế khác ở trẻ sơ sinh
- Có mặt một rào cản vật lý giữa mẹ và trẻ sơ sinh
- Nuối khó trong sinh non cùng với mút tay, nuốt và thở, hoặc bất thường đường tiêu hóa như lỗ rò khí quản.
- Đau do các thủ thuật như cắt bao quy đầu, xét nghiệm máu hoặc tiêm chủng.[5]
- Khó khăn  trong việc trẻ bám vào bầu vú [6]
- Phản xạ nút kém [6]
- Vú giảm sản/ không đủ mô tuyến
- Hội chứng đa tiết sữa
- Không tiết sữa
- Hội chứng đa nang buồng trứng
- Bệnh tiểu đường
- Mẹ bị stress nặng
- Nghỉ ngơi/bồi dưỡng không đầy đủ cho mẹ trong 6 tuần đầu sau sinh
- Đi làm sớm vì thiếu hỗ trợ tài chính /nghỉ thai sản của mẹ
- Sứt môi và hở hàm ếch [6]
- Tật líu lưỡi.
- Hạ đường huyết hoặc tăng đường huyết.
- Giảm trương lực, hay rối loạn "tông âm thấp" ở trẻ sơ sinh [7]
- Hội chứng thừa sữa [8]
- Sữa ra quá nhanh[9]
- Trẻ sinh non có thể gặp khó khăn trong việc phối hợp phản xạ nút với hơi thở.
- Tình trạng Dysphoric Milk Ejection Reflex: một tình trạng ảnh hưởng đến những phụ nữ đang cho con bú được xác định chủ yếu bởi chứng loạn dưỡng xảy ra ngay trước khi thả sữa và tiếp tục không quá vài phút.[10]

## Vấn đề sức khỏe trẻ sơ sinh
Trẻ sơ sinh bị bệnh galactosemia cổ điển không thể tiêu hóa được lactose và do đó không thể hưởng được lợi ích từ sữa mẹ.  Nuôi con bằng sữa mẹ cũng có thể gây hại cho em bé nếu bà mẹ bị bệnh lao phổi chưa được điều trị, đang dùng một số loại thuốc ức chế hệ miễn dịch. mẹ bị nhiễm HIV, hoặc dùng các chất có hại như cocaine, heroin và amphetamine.  Khác với các trường hợp ngộ độc cấp tính, không có chất gây ô nhiễm môi trường nào gây ra nhiều tác hại cho trẻ sơ sinh như thiếu bú sữa mẹ.  Mặc dù các kim loại nặng như thủy ngân lơ lững khắp không khí và có liên quan đến trẻ bú mẹ, nhưng lợi ích phát triển thần kinh từ sữa mẹ lớn hơn tác dụng phụ tiềm ẩn của chất độc thần kinh.

## Chế độ ăn uống
Một em bé trong thời gian cần bú sữa mẹ sẽ phụ thuộc hoàn toàn vào nguồn sữa mà mẹ cung cấp vì vậy điều quan trọng là người mẹ phải duy trì một lối sống lành mạnh, và đặc biệt là một chế độ ăn uống hợp lý.  Tiêu thụ 1500 –1800 calo mỗi ngày có thể trùng khớp với việc giảm 450  gram (một pound) cân nặng mỗi tuần.  Khi mà các bà mẹ trong điều kiện đói kém vẫn có thể tạo ra sữa có hàm lượng dinh dưỡng cao, thì một bà mẹ bị suy dinh dưỡng có thể sản xuất sữa với nồng độ thấp hơn các vi chất dinh dưỡng như sắt, kẽm và vitamin B 12.  Bà mẹ này cũng có nguồn bồi dưỡng hạn chế hơn so với các bà mẹ được chăm sóc tốt.
Không có thực phẩm chống chỉ định tuyệt đối trong thời gian cho con bú, nhưng em bé có thể nhạy cảm với các loại thực phẩm cụ thể mà mẹ ăn.

## Công việc
Nhiều bà mẹ phải quay trở lại làm việc một thời gian ngắn sau khi sinh con.  Nếu người chủ và đồng nghiệp không hỗ trợ người mẹ trong việc con bú (như cung cấp phòng cho con bú riêng có tủ lạnh nơi bà mẹ có thể vắt và bảo quản sữa mẹ một cách an toàn), bà mẹ có thể phải ngừng việc cho con bú.  Điều này không tốt cho đứa con của họ.